# 地論宗
地論宗（じろんしゅう）は、中国の仏教宗派。世親の『十地経論』（菩提流支訳）に基づく。中国十三宗の一つ。

## 歴史
菩提流支の弟子、道寵の系統である北道派と、四分律宗の祖でもあり、光統律師の別称でも知られる慧光を祖とし、法上（495年 - 580年）に継承された南道派に分派する。
隋代には、南道派より浄影寺の慧遠が現われ、『大乗義章』を著わして、六朝以来の各派の教説を地論宗の立場によって集大成した。
北道派は、のちに摂論宗と融合する形で系統が絶える。
また、南道派の系統からは、後に華厳宗が興起することとなる。